# Кубаляк
Кубаляк (баш. Күбәләк) — деревня в Шаранском районе Республики Башкортостан Российской Федерации. Входит в состав Мичуринского сельсовета. 

## География

### Географическое положение
Расстояние до:
- районного центра (Шаран): 9 км,
- центра сельсовета (Мичуринск): 9 км,
- ближайшей ж/д станции (Туймазы): 51 км.

## История
В 1920 году по официальным данным в деревне Кичкиняшевской волости Белебеевского уезда Уфимской губернии было 4 двора и 20 жителей (8 мужчин, 12 женщин), по данным подворного подсчёта — 8 мусульман, 7 татар и 6 русских в 4 хозяйствах.
В 1925 году было 6 хозяйств; в 1926 году деревня относилась к Шаранской волости Белебеевского кантона Башкирской АССР.
В 1939 году в деревне Кубаляк Ново-Карьявдинского сельсовета Шаранского района проживал 101 житель (51 мужчина, 50 женщин).
В 1959 году в деревне Шаранбаш-Князевского сельсовета Шаранского района проживало 117 человек (49 мужчин, 68 женщин). В 1960 году деревня была передана вновь образованному Мичуринскому сельсовету. 
В 1963 году сельсовет был включён в состав Туймазинского сельского района, с 1965 года — в составе Бакалинского, с 1967 года — вновь в Шаранском районе.
В 1970 году в деревне Мичуринского сельсовета Шаранского района — 120 жителей (55 мужчин, 65 женщин). В 1979 году — 68 человек (30 мужчин, 38 женщин).
В 1989-м — 18 жителей (10 мужчин, 8 женщин).
В 2002 году — 14 человек (7 мужчин, 7 женщин), преобладали марийцы (86 %).
В 2010 году в деревне проживал 31 человек (16 мужчин, 15 женщин).

## Население
| 2002 | 2009 | 2010 |
| ---- | ---- | ---- |
| 14   | ↗27  | ↗31  |

## Инфраструктура
Деревня входит в состав КФХ «Шаран-Агро», на её территории нет производственных и социальных объектов.
Деревня электрифицирована и газифицирована.